# Boronia latipinna
Boronia latipinna là một loài thực vật có hoa trong họ Cửu lý hương. Loài này được J.H.Willis mô tả khoa học đầu tiên năm 1957.